# Stadslandet
Stadslandet är en ö i Finland. Den ligger i kommunen Lovisa i landskapet Nyland, i den södra delen av landet, 60 km öster om huvudstaden Helsingfors.
Stadslandet ligger öster om Sarvsalö och skiljs från denna av en grävd kanal.